# ماکسیمیلیان ساکسونی

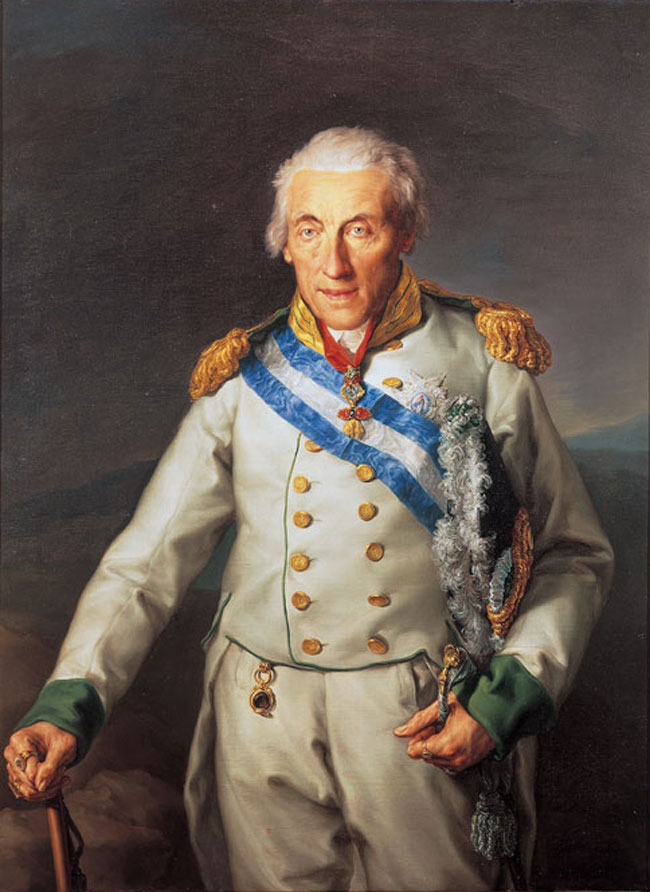
تصویر این فرد

ماکسیمیلیان ساکسونی (آلمانی: Maximilian Maria Joseph Anton Johann Baptist Johann Evangelista Ignaz Augustin Xavier Aloys Johann Nepomuk Januar Hermenegild Agnellis Paschalis) یک شاهزاده ساکسونی و از خاندان ویتین بود. او پسر فردریک کریستین بود.